# Тугулан
Тугулан (устар. Тогулан) — река в Туруханском районе Красноярского края, левый приток Енисея.
Общая протяжённость реки 92 км, площадь бассейна 1200 км². Впадает в Енисей на расстоянии 1686 км от устья.
По данным государственного водного реестра России относится к Енисейскому бассейновому округу.

## Притоки
- Средний Тугулан — впадает в 46 км по левому берегу, длиной 49 км[3].
- Песчанка — впадает в 60 км по правому берегу, длиной 21 км[4].
- Малый Тугулан — впадает в 67 км по правому берегу, длиной 15 км[5].